# RDS 100% grandi successi senza tempo
RDS 100% grandi successi senza tempo è una compilation formata da 6 CD, per un totale di 100 brani, pubblicata il 28 maggio 2013 dalla Sony Music.

## Tracce

### CD 1
1. Whitney Houston – I Wanna Dance with Somebody (Who Loves Me) – 4:49
2. Charles & Eddie – Would I Lie to You? – 3:32
3. Cock Robin – Just Around the Corner – 4:07
4. Bananarama – Venus – 3:44
5. Le Vibrazioni – Vieni da me – 4:07
6. Bronski Beat – Smalltown Boy – 5:00
7. Scissor Sisters – I Don't Feel Like Dancin' – 4:50
8. Marillion – Kayleigh – 3:33
9. Biagio Antonacci – Iris (tra le tue poesie) – 3:59
10. Aretha Franklin – Freeway of Love – 5:52
11. Hooverphonic – Anger Never Dies – 3:30
12. Wham! – Club Tropicana – 4:30
13. Diana King – I Say a Little Prayer – 3:33
14. Terence Trent D'Arby – Wishing Well – 3:30
15. Raf – Sei la più bella del mondo – 3:51
16. Paul Young – Wherever I Lay My Hat (That's My Home) – 6:01
17. Anastacia – Not That Kind – 3:21

Durata totale: 71:49

### CD 2
1. Johnny Hates Jazz – Shattered Dreams – 3:25
2. Marie Claire D'Ubaldo – The Rhythm Is Magic – 4:02
3. Kim Carnes – Bette Davis Eyes – 3:44
4. Articolo 31 – Ohi Maria – 5:11
5. Simple Minds – Don't You (Forget About Me) – 4:23
6. Avril Lavigne – I'm with You – 3:43
7. Culture Club – Karma Chameleon – 4:12
8. Des'ree – You Gotta Be – 4:04
9. Michael Jackson – Another Part of Me – 3:46
10. Eros Ramazzotti – Fuoco nel fuoco – 4:02
11. Fiction Factory – (Feels Like) Heaven – 3:30
12. Melanie C – Never Be the Same Again – 4:54
13. Roxy Music – More than This – 4:30
14. Marco Mengoni – In un giorno qualunque – 3:40
15. Living in a Box – Living in a Box – 3:03
16. Tasmin Archer – Sleeping Satellite – 4:40
17. Daryl Hall & John Oates – Out of Touch – 4:07

Durata totale: 68:56

### CD 3
1. Lionel Richie – All Night Long (All Night) – 4:08
2. Lighthouse Family – High – 4:35
3. Vasco Rossi – Io no – 5:16
4. Billy Idol – Eyes Without a Face – 4:08
5. Duran Duran – Ordinary World – 4:39
6. Cliff Richard – We Don't Talk Anymore – 4:10
7. White Town – Your Woman – 4:16
8. Industry – State of the Natin – 4:34
9. Lùnapop – 50 Special – 3:29
10. Cutting Crew – (I Just) Died in Your Arms – 4:38
11. Jennifer Lopez – If You Had My Love – 4:25
12. Roxette – The Look – 3:45
13. Neffa – Il mondo nuovo – 3:36
14. Cyndi Lauper – True Colors – 3:46
15. OutKast – Ms. Jackson – 4:05
16. Prefab Sprout – Appetite – 4:00
17. Giorgia – E c'è ancora mare – 4:57

Durata totale: 72:27

### CD 4
1. Limahl – The NeverEnding Story – 3:27
2. Sinéad O'Connor – Nothing Compares 2 U – 5:12
3. Huey Lewis and the News – The Power of Love – 3:56
4. Eros Ramazzotti – Più bella cosa – 4:24
5. The Bangles – Manic Monday – 3:06
6. Ké – Strange World – 4:33
7. Ziggy Marley and the Melody Makers – Tomorrow People – 3:26
8. Frankie hi-nrg mc – Quelli che benpensano – 4:10
9. Edie Brickell & New Bohemians – What I Am – 4:58
10. Michael Bolton – When a Man Loves a Woman – 3:50
11. Climie Fisher – Love Changes (Everything) – 4:28
12. Noemi – Vuoto a perdere – 4:03
13. Rick Astley – Whenever You Need Somebody – 3:27
14. Gavin DeGraw – Chariot – 3:51
15. Wham! – Everything She Wants – 6:29
16. Biagio Antonacci – Convivendo – 3:53
17. Run DMC – Walk This Way – 3:36

Durata totale: 70:49

### CD 5
1. Jimmy Cliff – Reggae Night – 4:04
2. Anggun – Snow on the Sahara – 4:17
3. Leona Lewis – Bleeding Love – 4:22
4. Fine Young Cannibals – She Drives Me Crazy – 3:36
5. Samuele Bersani – Giudizi universali – 3:55
6. Nik Kershaw – Wouldn't It Be Good – 4:32
7. Train – Hey, Soul Sister – 3:35
8. Toto – Stop Loving You – 4:27
9. Articolo 31 – Tranqi Funky – 3:23
10. Paul Young – Love of the Common People – 4:00
11. Will to Power – I'm Not in Love – 3:43
12. Katrina and the Waves – Walking on Sunshine – 3:55
13. L'Aura – Today – 4:11
14. John Waite – Missing You – 3:59
15. Terence Trent D'Arby – If You Let Me Stay – 3:14
16. Backstreet Boys – Incomplete – 3:59

Durata totale: 63:12

### CD 6
1. The Communards – Don't Leave Me This Way – 4:50
2. Lene Marlin – Unforgivable Sinner – 3:57
3. Talk Talk – Such a Shame – 5:35
4. Eros Ramazzotti – Un'altra te – 4:41
5. Tears for Fears – Shout – 6:32
6. Billie Myers – Kiss the Rain – 4:08
7. UB40 – I Got You Babe (feat. Chrissie Hynde) – 3:07
8. Irene Grandi – Bruci la città – 3:35
9. Daryl Hall & John Oates – Private Eyes – 3:26
10. Anastacia – Left Outside Alone – 4:17
11. Ray Parker Jr. – Ghostbusters – 3:58
12. Due di Picche – Fare a meno di te – 4:16
13. Bruce Hornsby and the Range – The Way It Is – 3:57
14. Natalie Imbruglia – Shiver – 3:42
15. Culture Club – Miss Me Blind – 4:30
16. EMF – Unbelievable – 3:28

Durata totale: 67:59